# Mehriz
Mehriz (persiska: مِهريز) är ort i Iran. Den ligger i provinsen Yazd, i den centrala delen av landet, 500 km sydost om huvudstaden Teheran. Mehriz ligger 1 475 meter över havet och antalet invånare är 36 720. Den är administrativ huvudort i delprovinsen (shahrestan) Mehriz.
Terrängen runt Mehriz är platt åt sydost, men åt nordväst är den kuperad. Terrängen runt Mehriz sluttar österut.Runt Mehriz är det glesbefolkat, med 8 invånare per kvadratkilometer. Mehriz är det största samhället i trakten. Trakten runt Mehriz är ofruktbar med lite eller ingen växtlighet.